# مقاطعة بيتسبيرغ (أوكلاهوما)
مقاطعة بيتسبيرغ (بالإنجليزية: Pittsburg County)‏ هي إحدى مقاطعات ولاية أوكلاهوما في الولايات المتحدة الأمريكية.

## أعلام
- مايكل ويلسون